# Шманда, Эрик
Эрик Шманда (англ. Eric Szmanda, род. 24 июля 1975, Милуоки, Висконсин) — американский актёр.

## Биография
Эрик Шманда родился 24 июля 1975 в Милуоки, в детстве жил в небольшом городе Муквонаго. Уже в школе Эрик активно участвовал в театральных постановках и к окончанию школы исполнил около 20 ролей. После школы он поступает в Carroll College в Висконсине. Затем он окончил Академию Драматического искусства в Пасадене. Первой работой на телевидении стал сериал «Сеть». В роли компьютерного гения Джейкоба Риша он помогает главной героине на протяжении всего сериала. Наиболее известен после выхода на экраны телесериала «C.S.I.: Место преступления», где исполнил роль криминалиста Грэга Сандерса. Также снялся в фильмах «Опасные влечения», «Маленькие Афины» и др.
Ещё со школы Эрик также увлекается музыкой, он играл на ударных в музыкальной группе. Он выступает в качестве музыкального консультанта в фильме «Жизнь как дом». Участвовал в съемках клипа «Saint» Мерлин Мэнсона.